# Menesia fasciolata
Menesia fasciolata là một loài bọ cánh cứng trong họ Cerambycidae.